# Buddhizmus Malajziában
A buddhizmus Malajziában főleg a maláj kínai etnikum és kisebb számban a maláj szingaléz kisebbség gyakorolja. Az iszlám után az ország második legjelentősebb vallása a buddhizmus. A maláj lakosság 19,2%-a vallja magát buddhistának.

## Története
Malajzia területén i.e. 200 körül jelent meg a buddhizmus. Kínai források alapján a maláj szigetvilágban mintegy harminc kis indanizálódott állam keletkezett majd bukott el. A buddhizmus az indiai kereskedőkkel és az utazó szerzetesekkel jutott el az óceánon át a maláj szigetvilágba. Ez hatással volt a helyi vallásra, kormányzásra és a művészetekre. Évszázadokon át a helyi emberek, főleg a királyi udvarokban, ötvözték az indiai és a helyi világnézeteket, köztük a hinduizmust és a mahájána buddhizmust, amely nagy hatással volt a politikai és a kulturális életre. Azonban a maláj Kedah királyság elítélte az indiai vallást, miután a tamilnádui Csola-dinasztia egyik királya megtámadta őket a 11. században. Kedah királya, Phra Ong Mahawangsa volt az első uralkodó végül betiltotta az indiai vallásokat és áttért az iszlámra. A 15. században a Melaka szultánság aranykorában a malájok többsége az iszlám vallásra tért át.

## Státusza

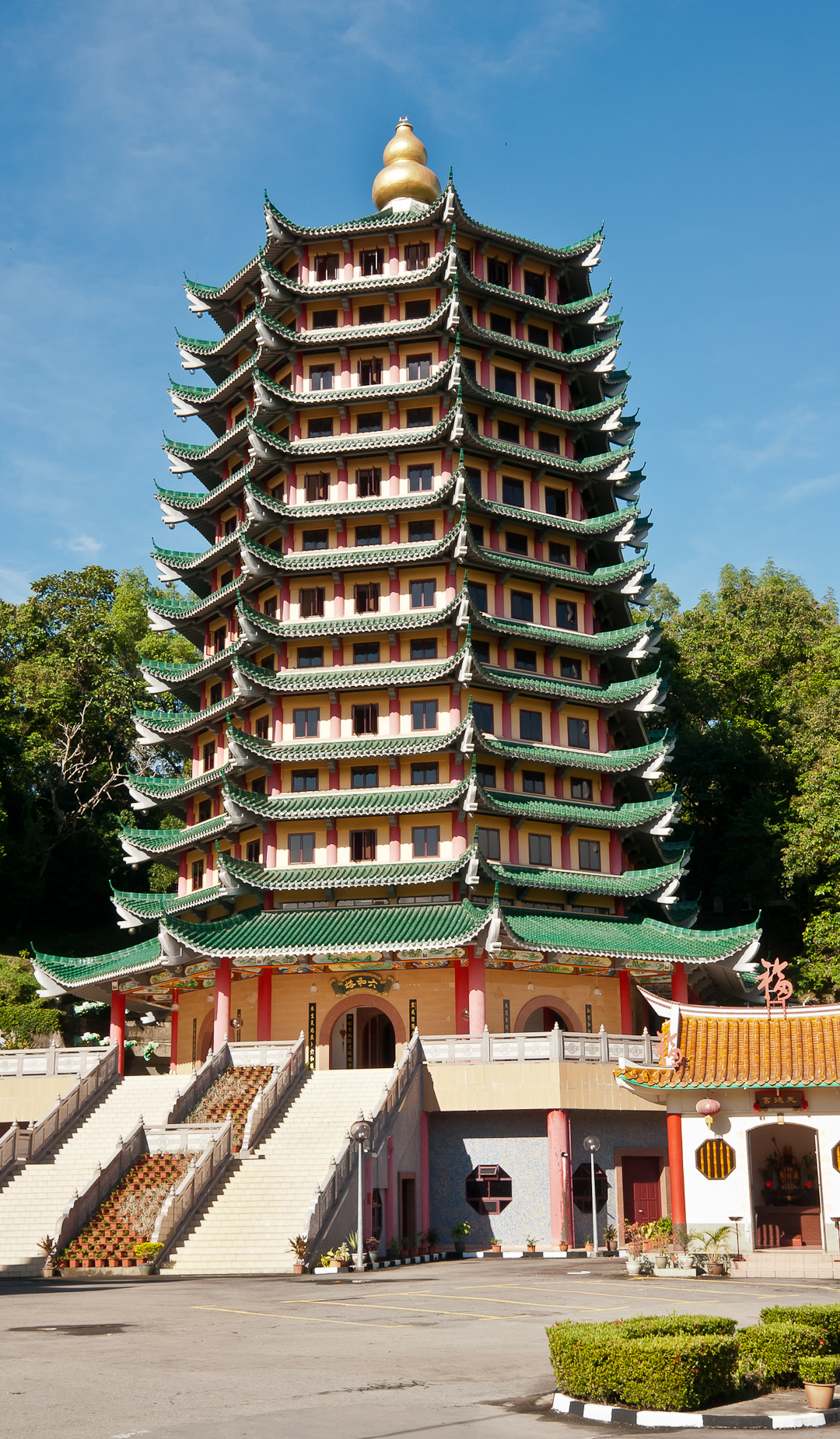
A Cse Szui Khor pagoda Kota Kinabalu városban.

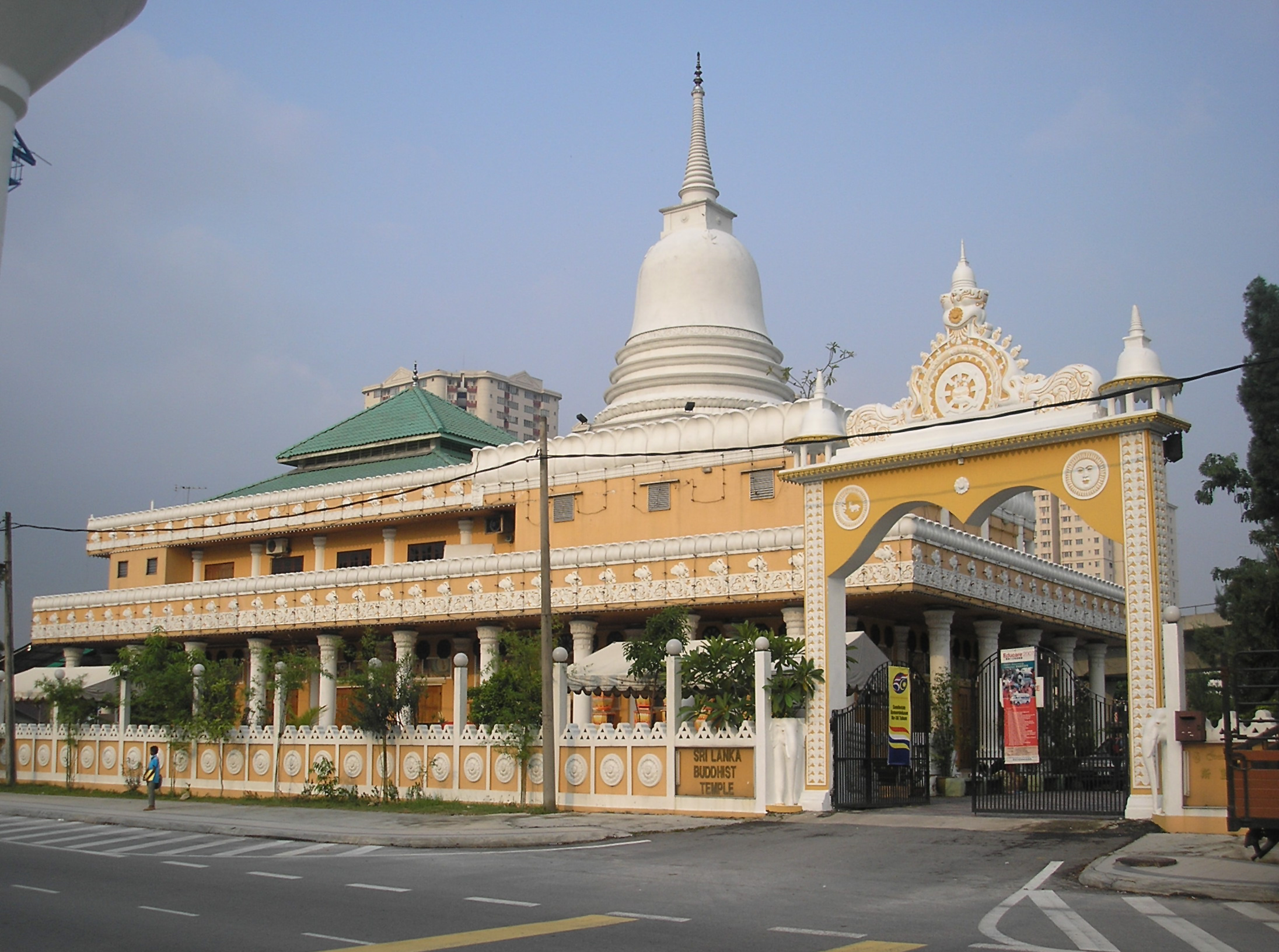
Szingaléz buddhista templom (Lorong Timur), Sentul, Kuala Lumpur

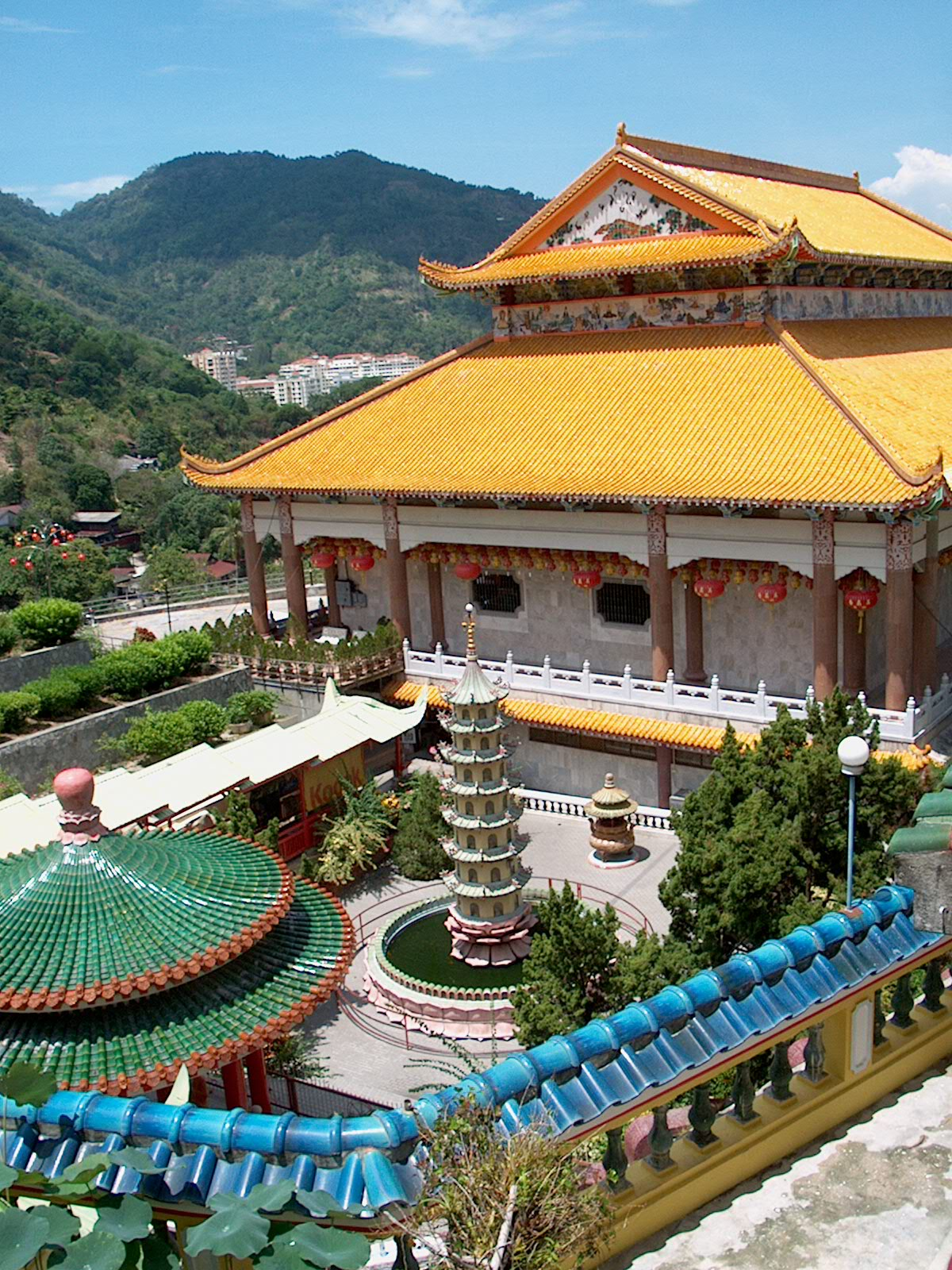
Kek Lok Szi, vagy "Szukhávatí temploma", Pinang, Malajzia

Malajzia alkotmánya szerint a malájok etnikai csoportjának többsége törvény szerint muszlim. Ez a lakosság 60%-át jelenti. A fennmaradó főleg kínai nemzetiségű lakosság általában buddhista vagy keresztény, illetve a kis számú india lakosság pedig hindu vallású. Az egyéb bennszülött és bevándorló kisebbségek közé tartoznak a szingaléz, thai és egyéb eurázsiai emberek. A malajziai buddhisták zöme városi ember.
Az országban működő Buddhista Misszionárius Társaság és egyéb kisebb csoportok arra törekszenek, hogy a buddhista családok gyermekeihez eljuttassák azt az üzenetet, hogy a buddhizmus elsősorban nem a szertartásokról és a szimbólumokról szól. Igyekeznek elmagyarázni, hogy miért kántálnak a buddhizmusban szútrákat, miért gyújtanak lámpásokat, miért tesznek felajánlásokat stb.
Központi irányítás hiányában az ország területén a buddhizmus különféle formáit gyakorolják, amely esetenként kavarodást okoz a buddhisták körében. Emiatt ökumenikus mozgalmak indultak a különböző buddhista irányzatokban. Egy példa erre a Kuala Lumpur és a Selangor városok templomaiban működő Egyesített Vészák Ünnepi Bizottságok, amelyek a vészák buddhista ünnepségeket szervezik. Ezek az ünnepségek Buddha születésének, megvilágosodásának és parinirvánájának napjára emlékeznek. Kezdeményezték egy maláj buddhista tanács létrehozását, amely képviselné a buddhizmus különböző szektáit és elősegítené a buddhizmus fejlődését az ország területén.
2013-ban egy Facebookon megosztott videó keltett nagy visszhangot, amelyben egy buddhista gyakorlócsoport meditációs szertartást végzett egy hotel muszlim imateremében (szurau), ami miatt a rendőrség letartóztatta a hotel tulajdonosát. Az eset forró hangulatot váltott ki a közösségi média oldalakon és a helyi lakosság körében egyaránt. Az eseményt követő 21 napon a hotel igazgatósága végül lebontotta az imatermet. A szálloda muszlim igazgatója, Syed Ahmad Salim, magyarázata szerint azért engedte meg a buddhista csoportnak, hogy meditációt végezzenek a teremben, mert nem tudta, hogy ez sértésnek számít az iszlám vallásban. A maláj buddhista csoportok úgy reagáltak az incidensre, hogy tanulni kell az esetből és a jövőben jobban tiszteletben kell tartani más vallások szokásait és törvényeit.

## A buddhizmus regionális eloszlása
A maláj államok a 2010-es népszámláláskor.

| Maláj állam       | Buddhista lakosság (2010-es népszámlálás) | Lakosság %-a |
| ----------------- | ----------------------------------------- | ------------ |
| Johor             | 989 316                                   | 29,5%        |
| Kedah             | 275 632                                   | 14,2%        |
| Kelantan          | 57 792                                    | 3,8%         |
| Melaka            | 198 669                                   | 24,2%        |
| Negeri Sembilan   | 216 325                                   | 21,2%        |
| Pahang            | 215 815                                   | 14,4%        |
| Perak             | 597 870                                   | 25,4%        |
| Pulau Pinang      | 556 293                                   | 35,6%        |
| Perlis            | 22 980                                    | 9,9%         |
| Selangor          | 1 330 989                                 | 24,4%        |
| Terengganu        | 25 653                                    | 2,5%         |
| Sarawak           | 332 883                                   | 13,5%        |
| Sabah             | 194 428                                   | 6,1%         |
| W.P. Kuala Lumpur | 597 770                                   | 35,7%        |
| W.P. Labuan       | 7795                                      | 9,0%         |
| W.P. Putrajaya    | 273                                       | 0,4%         |

A 2010-es malajziai népszámláláskor 5 620 483 fő vallotta magát buddhistának, amely a lakosság 19,8%-a. Ez alapján a maláj kínaiak 83,6%-a buddhista.